# Musaranya d'orelles petites de Thomas
La musaranya d'orelles petites de Thomas (Cryptotis thomasi) és una espècie de mamífer de la família de les musaranyes que es troba a Colòmbia, l'Equador i el Perú. Fou anomenada en honor de l'eminent mastòleg britànic Oldfield Thomas.